# تيسلا موديل إكس
تيسلا موديل إكس أو  تيسلا موديل X  هي سيارة رياضية من الفئة العليا ذات محرك كهربائي وتنتجها شركة تيسلا موتورز. عرضت السيارة الاختبارية أول مرة في 9 فبراير 2012 في لوس أنجلوس وبدأ توريدها إلى المشترين في 29 سبتمبر 2015.

## تجهيزاتها

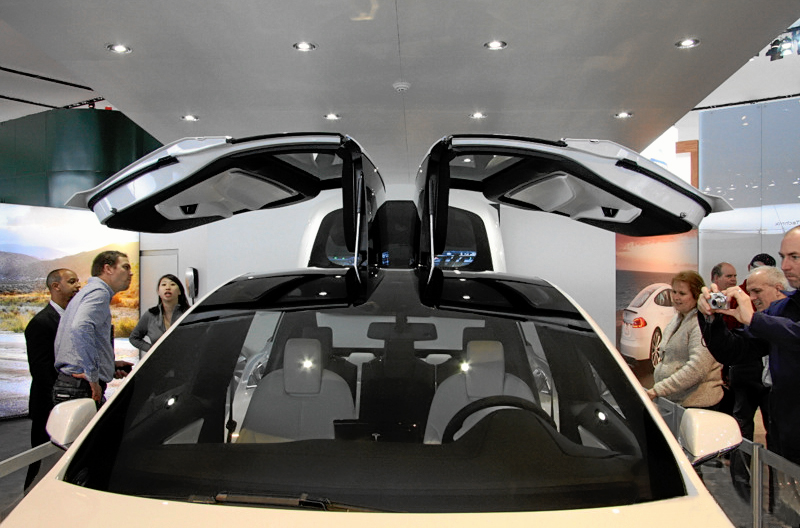
السيارة Tesla Model X ذات بابين في هيئة أجنحة.

موديل السيارة تيسلا إكس تسع 7 ركاب. وتنفصل فيها صف الكراسي الثاني والثالث عن طريق أبواب مجنحة يميناً ويساراً لدخول السيارة. يسمى ذلك النظام المجنح للسيارة «فالكون وينغز» -أي أجنحة الصفر - وهو ينقسم إلى قسمين. الأبواب تعمل بالكهرباء وبها محسات بحيث لا تخدش سيارة مجاورة مركونة بجانبها، وبها مكانان لوضع الأمتعة، أحدهما خلفي والآخر أمامي. تبلغ سعة المكان الخلفي للأمتعة نحو 740 لتر. كما يمكن عن طريق تطبيق صف المقاعد الخلفية زيادة حجم الأمتعة إلى 1.600 لتر. الجزء الأمامي لحفظ الأمتعة يسع 150 لتر.
السيارة مزودة بمرشح للهواء عالي الأداء يحمي الركاب من الغازات الضارة والغبار.
السيارة مزودة بمحركين كهربائيين يشغل أحدهما العجلات الأمامية، ويشغل الآخر العجلتين الخلفيتين. البطارية قدرة 90 كيلوواط ساعي (نحو 120 حصان ميكانيكي) تسمح بمدى يبلغ 400 كيلومتر، تصل السيارة إلى سرعة 60 ميل/الساعة(100 كيلو متر/الساعة) في 3.4 ثانية.
يصل سعر السيارة تيسلا موديل إكس نحو 100.000 دولار أمريكي.

## اقرأ أيضا
- تيسلا
- تيسلا موتورز
- تيسلا رودستار
- بي واي دي تانغ
- لوسِد أير
- تسلا موديل 3